# Феросиліцій

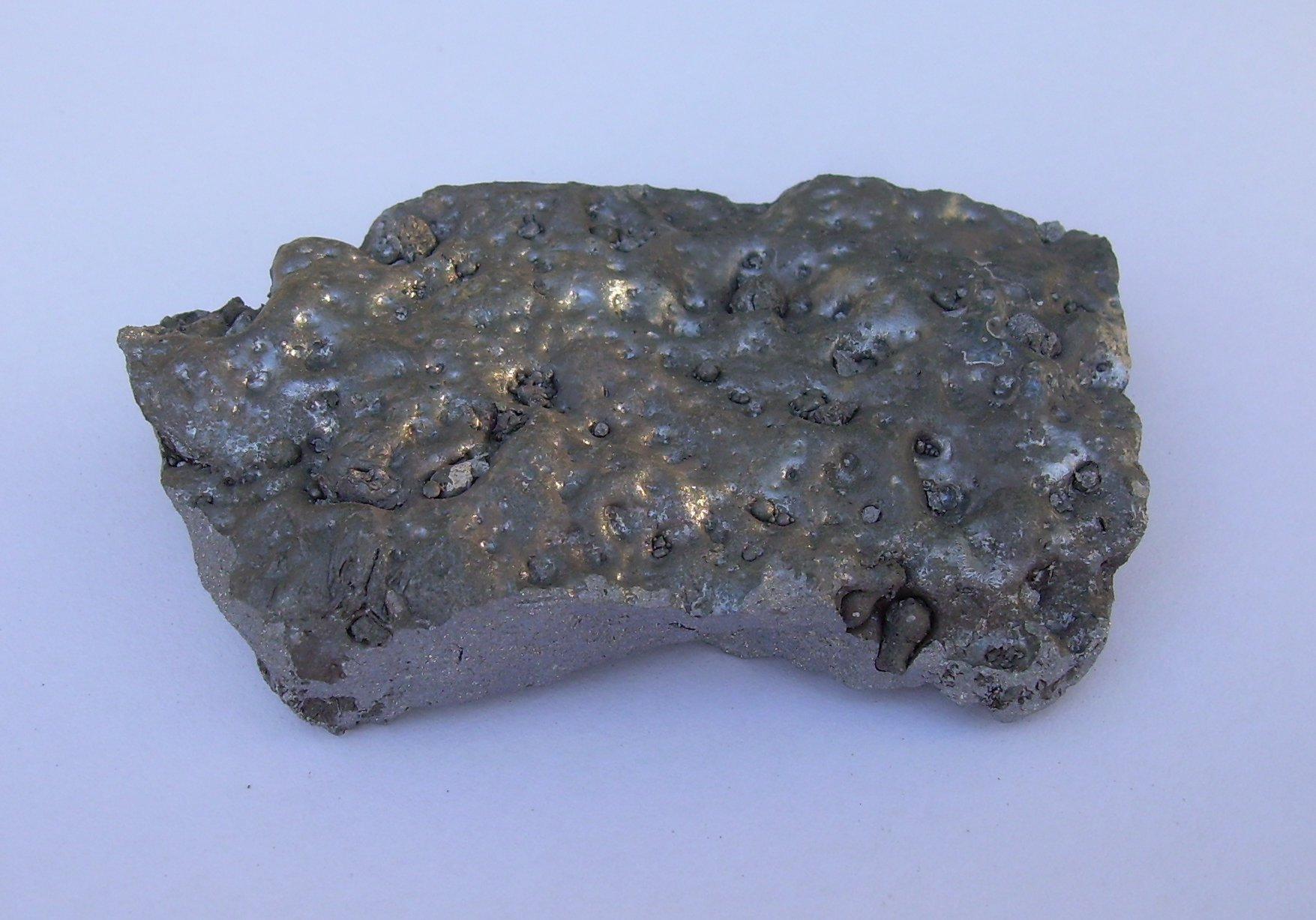

Феросилі́цій — феросплав, основні компоненти якого залізо і кремній (середній вміст Si 90, 75, 65, 45, 25 і 18%, решта Fe і домішки). Виплавляють з кварцитів (рідше з кварцу) в потужних рудотермічних печах. Феросиліцій застосовують для розкислювання і легування сталі, а багаті сорти також для відновлення металів з оксидів (див. Силікотермія).
Феросиліцій застосовується як обважнювач у важких суспензіях. Феросиліцій, який містить 79% Fe, 13,4% Si, Al 5%, 2,5% Ca, має питому магнітну сприйнятливість χ = 0,4∙10−3 м3/кг, а при зниженні вмісту заліза до 40% і відповідно підвищенні вмісту кремнію до 53% питома магнітна сприйнятливість феросиліцію зменшується у 5 разів і становить 0,08∙10−3 м3/кг. Остаточна намагніченість феросиліцію — Js ≈ 8 кА/м; коерцитивна сила Hc = 0,65 кА/м.

## Феросиліцій гранульований
Зерна округлої форми сплаву заліза з кремнієм, що застосовуються як суспензоїд у важких суспензіях при важкосередовищній сепарації сульфідних і змішаних руд, кімберлітів. Густина — 7,0 г/см3. Дрібногранульований FeSi виробництва ПАР являє собою сплав заліза (85%) і кремнію (15%) і складається з тонкодисперсного порошку крупністю менше 75 мкм (~ 75%).